# كأس الأبطال كونميبول–يويفا للسيدات
كأس الأبطال كونميبول–يويفا للسيدات أو فيناليسيما السيدات (بالإنجليزية: Women's Finalissima)‏ هي كأس السوبر القاري لكرة القدم للسيدات، ينظمها كل من كونميبول والاتحاد الأوروبي لكرة القدم، وتجمع بين الفائزات ببطولة كوبا أمريكا فمنينا وبطولة أمم أوروبا للسيدات. تُلعب هذه المباراة كل أربع سنوات، حيث أقيمت النسخة الأولى بعد عام من إحياء مسابقة الرجال في 2022 عقب توقيع مذكرة تفاهم بين الاتحاد الأوروبي والكونيبول.

## التاريخ
في 12 فبراير 2020، وقع كل من يويفا وكونميبول مذكرة تفاهم متجددة لتعزيز التعاون بين المنظمتين. كجزء من الاتفاقية، كلفت لجنة مشتركة بين يويفا وكونميبول بدراسة إمكانية تنظيم مباريات بين الفرق الأوروبية والجنوب أمريكية على مختلف المستويات، بما في ذلك بطولات الرجال والسيدات والفئات العمرية المختلفة. وفي 15 ديسمبر 2021، وقع يويفا وكونميبول مذكرة تفاهم جديدة تستمر حتى 2028، والتي تضمنت بنودًا محددة حول فتح مكتب مشترك في لندن وإمكانية تنظيم أحداث كروية مختلفة.
في 2 يونيو 2022، بعد يوم من إقامة فيناليسيما 2022، أعلن كونميبول ويويفا عن سلسلة من الفعاليات الجديدة بين الفرق التابعة للاتحادين، بما في ذلك مباراة بين الفائزين ببطولة كوبا أمريكا فمنينا وبطولة أمم أوروبا للسيدات. أقيمت فيناليسيما السيدات 2023 في 6 أبريل 2023 على ملعب ملعب ويمبلي في لندن، إنجلترا، بين منتخب البرازيل، الفائز ببطولة كوبا أمريكا للسيدات 2022، ومنتخب إنجلترا، الفائز ببطولة أمم أوروبا للسيدات 2022. انتهت المباراة بالتعادل 1–1، قبل أن تفوز إنجلترا بركلات الترجيح بنتيجة 4–2، حيث لا تشمل هذه البطولة وقتًا إضافيًا، بل يلجأ الفريقان مباشرة إلى ركلات الترجيح.

## النتائج
| السنة | الفائز    | النتيجة      | الوصيف     | الملعب      | الموقع        | الحضور الجماهيري |
| ----- | --------- | ------------ | ---------- | ----------- | ------------- | ---------------- |
| 2023  | · إنجلترا | 1–1 (4–2 ج.) | · البرازيل | ملعب ويمبلي | لندن، إنجلترا | 83,132           |

## الأداء

### حسب الدولة
| الفريق   | الفائزات | الوصيفات |
| -------- | -------- | -------- |
| إنجلترا  | 1 (2023) | —        |
| البرازيل | —        | 1 (2023) |

### حسب الاتحاد القاري
| الاتحاد القاري              | الفائزات | الوصيفات |
| --------------------------- | -------- | -------- |
| الاتحاد الأوروبي لكرة القدم | 1        | 0        |
| كونميبول                    | 0        | 1        |

## روابط خارجية
- الموقع الرسمي
- فيناليسيما السيدات على كونميبول باللغة الإسبانية